# Zvíkovské Podhradí
Zvíkovské Podhradí är en ort i Tjeckien.   Den ligger i regionen Södra Böhmen, i den centrala delen av landet, 80 km söder om huvudstaden Prag. Zvíkovské Podhradí ligger 402 meter över havet och antalet invånare är 191.
Terrängen runt Zvíkovské Podhradí är platt.Runt Zvíkovské Podhradí är det ganska glesbefolkat, med 25 invånare per kvadratkilometer. Närmaste större samhälle är Písek, 13,6 km söder om Zvíkovské Podhradí. Trakten runt Zvíkovské Podhradí består till största delen av jordbruksmark.